# کریستوفر کویرینگ
کریستوفر کویرینگ (انگلیسی: Christopher Quiring؛ زادهٔ ۲۳ نوامبر ۱۹۹۰) بازیکن فوتبال اهل آلمان است.
از باشگاه‌هایی که در آن بازی کرده‌است می‌توان به باشگاه فوتبال یونیون برلین اشاره کرد.